# 景清 (能)
『景清』（かげきよ）とは、能の曲目のひとつ。現在能、四番目物。

## 登場人物
- 悪七兵衛景清（シテ）
- 景清娘人丸（ツレ）
- 人丸の従者（ツレ、又はワキヅレ）
- 里人（ワキ）

## あらすじ
鎌倉の亀が江の谷にいる人丸は、かの平家の武将悪七兵衛景清の娘であった。その景清が源氏に憎まれ、日向国の宮崎に流されていると聞き、父に会いに従者を連れ、はるばる日向の宮崎にまでやってくる。
盲目の景清は宮崎で、藁小屋に住み乞食同然の暮らしをしている。そこに人丸と従者が通りかかり、目前にしているのが景清だと気づかず景清の居場所を問う。景清は知らぬと答えたので、人丸たちは去る。景清はその昔、尾張国熱田の遊女と馴れ親しみ、その間に子供をひとり儲けていたが、女子では物の役には立つまいと、鎌倉亀が江の谷の者に預けていた。それが会いに来たのだと景清は思う。
人丸の従者が景清の事を里の者に尋ねる。すると里人は先ほど人丸たちが尋ねた乞食こそが景清だと教え、今は日向勾当と名乗っていると話す。人丸たちは里人に連れられて再び景清の住いに戻る。里人が景清はいるかと呼びかけると名を呼ばれた景清は怒るが、里人が人丸を景清に引合せると、もはや父も娘も互いに涙するばかりであった。
景清は人丸の所望により、八島の合戦で逃げようとする源氏の侍、三保の谷十郎の兜のしころを引きちぎったことなどを物語る。語り終えて景清は、人丸に自分の後生を頼み、人丸は父と別れ帰るのだった。

## 解説

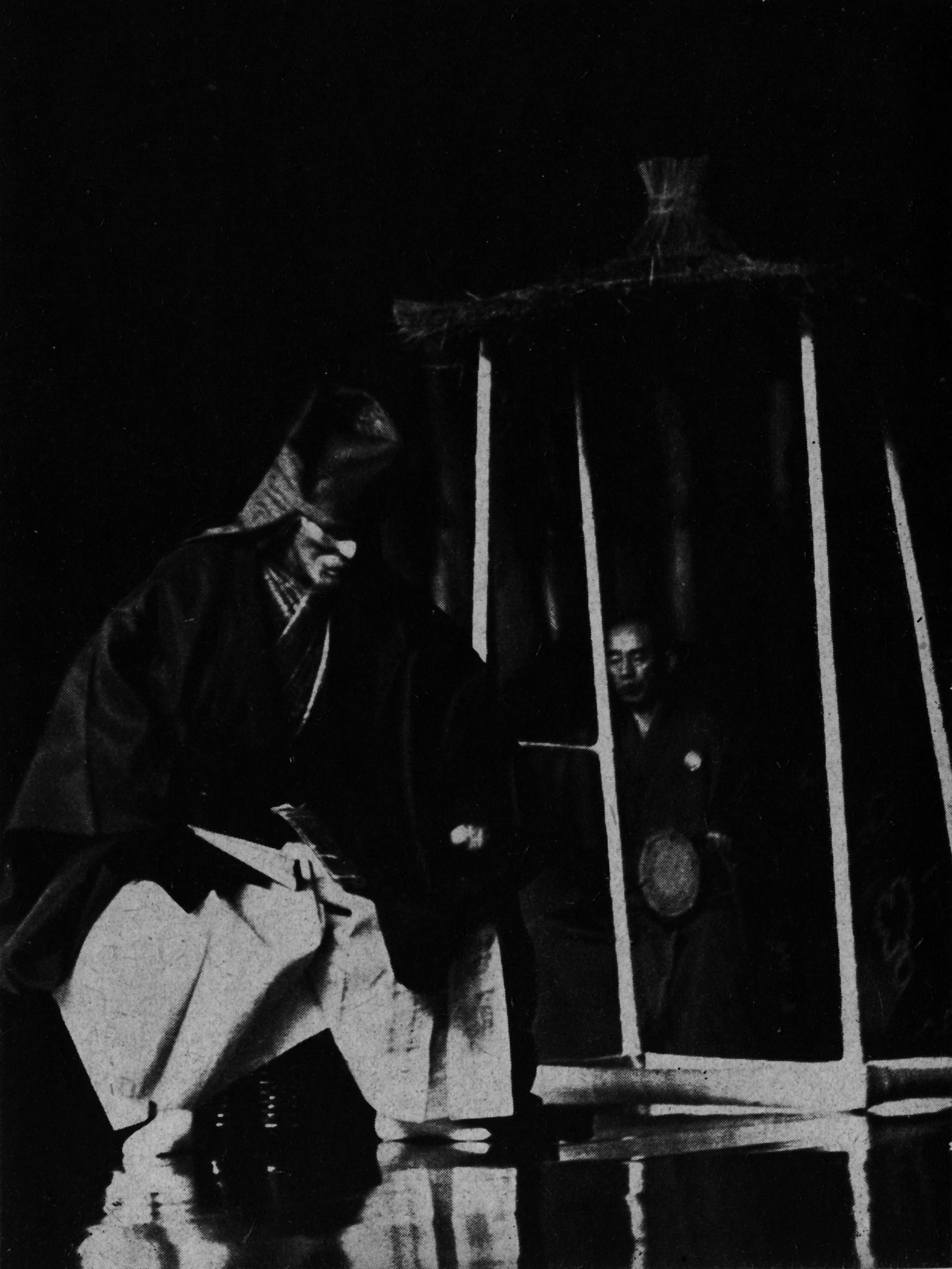
能『景清』の舞台写真、シテ（景清）は金春栄治郎。大口袴を着用する。

悪七兵衛景清の事については『平家物語』巻十一の「弓流」に見え、三保の谷十郎の兜のしころを捕らえ引きちぎった「しころ引き」の事が記されており、本曲の『景清』はこの話を用いている。しかし景清が源平の合戦の後、日向国宮崎に行き盲目となって日向勾当と名乗ったというのは『平家物語』には見えず、本曲が何を典拠にしたのかは不明である。なお現在の宮崎県宮崎市には生目神社という神社があり、景清が両眼をえぐり、その目玉を埋めた古跡であると伝わる。
本曲は文正3年（1467年）2月に演じられた記録があり（『飯尾宅御成記』）、『能本作者註文』は作者を世阿弥とするがこれも定かではない。いずれにせよこの能の『景清』が源流となり、のちに浄瑠璃『鎌倉袖日記』や『大仏殿万代石楚』などの作を生み出すことになるのである。観世をはじめとする五流はいずれも現行曲とする。
能舞台中央に藁小屋をあらわす作り物を置き、シテ（景清）が最初その中に座す。シテの姿は流派によって、熨斗目の着付けの上に水衣の着流しと、小格子厚板の着付けの上に水衣、白の大口袴を穿く二種類がある。これは今の乞食の境遇をあらわすか、もとは武士だったことをあらわすかの解釈の違いだという。面は「景清」という盲目の景清をあらわした専用のものを用いるが、これも髭の有るものと髭の無いものの二種類があり、着流しの時は髭の無いもの、大口袴を穿く時は髭の有るものを用いる。小書は「松門之応答」（しょうもんのあしらい）など。